# El mundo nace en cada beso

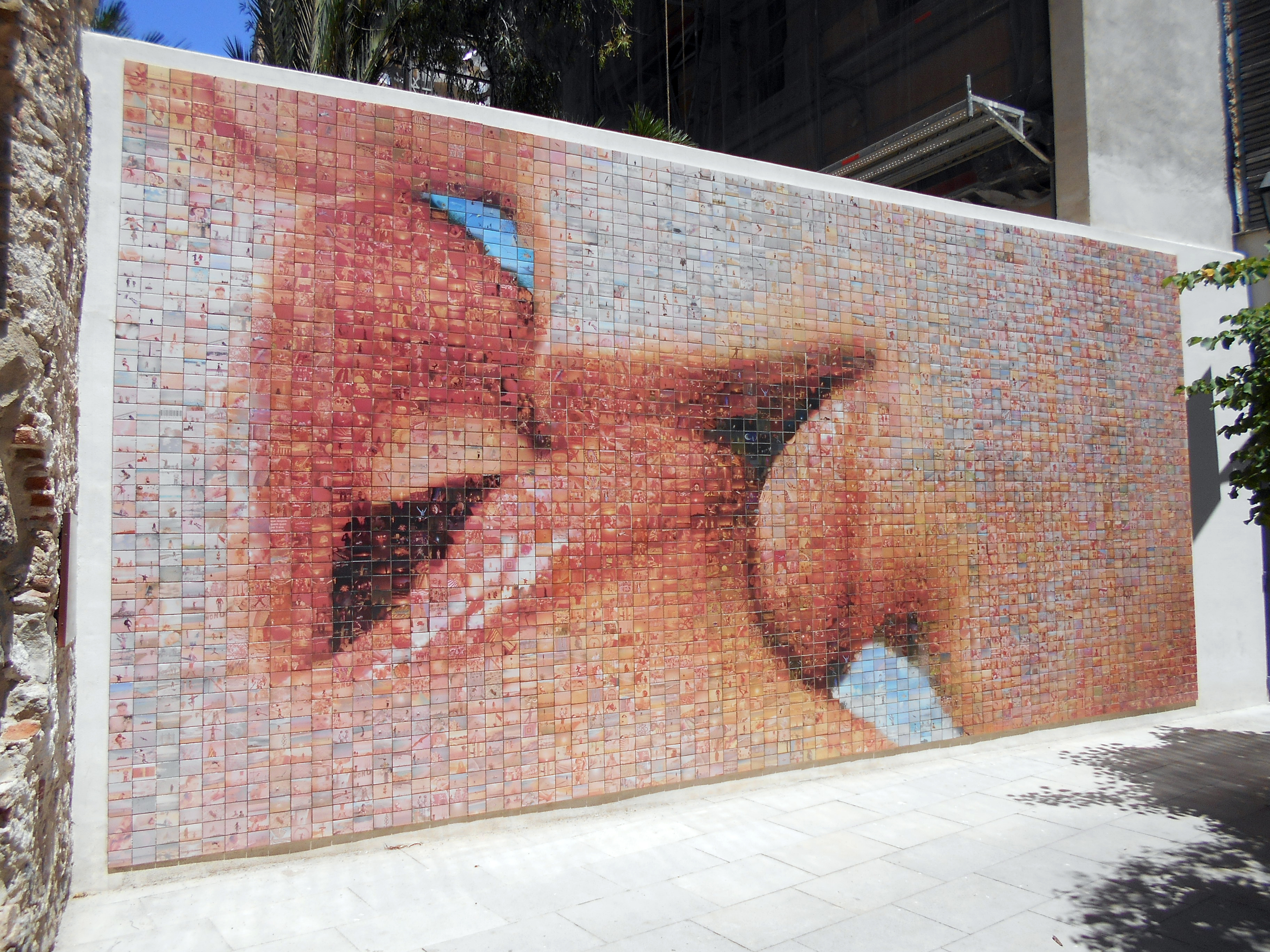
L'opera nel 2014

El món neix en cada besada (in italiano, il mondo nasce in ogni bacio; in spagnolo, el mundo nace en cada beso) è un foto-mosaico di 8×3,8 metri, progettato da Joan Fontcuberta, nel 2014, per commemorare la caduta di Barcellona durante la guerra di successione spagnola. Questo murales nasce in occasione del tricentenario della caduta catalana avvenuta l'11 settembre 1714, con l’obiettivo di rappresentare la libertà dell’amore sotto ogni forma. Il fotografo Joan Fontcuberta e il ceramista Antoni Cumella, in collaborazione con El Periódico de Catalunya, hanno realizzato questa opera con 4.000 tasselli di ceramica che tutti insieme formano due labbra sul punto di baciarsi.
Il murales è stato realizzato grazie al contributo di migliaia di cittadini che hanno inviato le loro fotografie mostrando persone in scene di quotidianità ed interpretando il tema “momenti di libertà”; questi tasselli variano dalla sfumatura di rosa sino al rosso. Il foto-mosaico si trova accanto alla Cattedrale di Barcellona, in Plaça d’Isidre Nonell, nel quartiere gotico.